# Humajma Kabira
Humajma Kabira (arab. حميمة كبيرة) – miejscowość w Syrii, w muhafazie Aleppo. W 2004 roku liczyła 4190 mieszkańców.